# Sant Lluís Rei de França (El Greco)
Sant Lluís Rei de França, i un patge, és una obra d'El Greco que sembla un retrat idealitzat més que no pas una obra de devoció. No consta cap San Luís als dos inventaris realitzats per Jorge Manuel Theotocópuli després de la mort del seu pare. Harold Wethey, al Catàleg Comentat d'obres d'El Greco li dona el núm. de catàleg 256.

## Ressenya del personatge
Lluís IX de França fou un rei molt poc comú, notable en la vida privada pel seu esperit d'austeritat i oració, i en la seva vida pública per la seva preocupació envers els pobres i desvalguts. Durant el seu regnat es va construir la Santa Capella de París i va ser iniciada la La Sorbona. Emprengué la setena i la vuitena croades, en la qual va perdre la vida.

### Importància per a Catalunya
És molt important en la Història de Catalunya, ja que l'any 1258 els seus representants i els de Jaume el Conqueridor van signar el Tractat de Corbeil, reconeixent definitivament la sobirania dels reis d'Aragó sobre els Comtats catalans.

## Anàlisi de l'obra
El Greco va representar Sant Lluís amb l'aparença física d'un cavaller castellà, més que no pas la d'un rei francés. El personatge no té aura ni qualsevol altra referencia a la santedat i, en lloc de semblar immers en la contemplació, mira l'espectador amb expressió seriosa. Aquest quadre és una bona mostra de l'estil de finals del segle xvi d'El Greco, amb una figura de tres quarts davant un fons amb paisatge i arquitectura.
El Greco va dona a Lluís IX una silueta allargada, mans i dits fins, un rostre pàlid i ulls fatigats. Dona la impressió de tenir una barba espessa, acabada d'afaitar. Porta una corona daurada amb Flor de lis y una armadura - que evoca la seva participación en les Croades - molt similar a la representada en el Sant Martí de la Capella de San José de Toledo.
Porta amb delicadesa atributs del Poder Reial: la Mà de justicia a la seva mà dreta i un Ceptre amb la flor de lis -tradicional dels reis francesos medievals- a la mà esquerra. El seu aspecte general contradiu l'energia que hom li atribueix, i que hom suposa devia tenir un cavaller cristià ideal. L'austeritat de Sant Lluís està atenuada pel mantell que creua en diagonal el seu tors, mentre que l'armadura negra i daurada està representada amb gran versemblança. L'Armadura, junt amb el vestit blanc i marró del patge i el Mantell taronja, donen un toc de calidesa a aquesta pintura, de colors força austers.

### Aspectes pictòrics del quadre
Sant Lluís era ben conegut a Espanya, ja que era net d'Alfons VIII de Castella i fill de Blanca de Castella i d'Anglaterra. Però, curiosament, no es coneix cap pintura española d'aquest Rei-Sant anterior al segle xvii.
Luís de Castilla, amic i mecenes d'El Greco i el seu futur marmessor, probablement va ser el comitent d'aquesta pintura, com a imatge del seu Sant Patró.

#### Possibles models
No sabem la identitat de la persona retratada. Gregorio Marañón y Posadillo va suggerir que un dement, resident a l'Hospital del Nunci, a Toledo, va posar com a model. Manuel Bartolomé Cossío va considerar que El Greco s'havia basat en gravats antics.
José Álvarez Lopera creu que El Greco, mancat d'imatges pintades anteriors com a model vàlid, havia hagut de crear una iconografia pròpia, basada en el realisme i la pròpia expèriencia, usant com a model alguna persona de la seva vida quotidiana.
Al fons a la dreta hi ha un patge de cabell arrissat, amb un bonic vestit amb coll de lechuguilla i punys de puntes, que porta a les mans el casc del rei. Jorge Manuel Theotocópuli, el fill d'El Greco, potser va posar com a model, tot i que a L'enterrament del comte d'Orgaz, que és gairebé del mateix període, va ser representat amb el cabell llis.

#### Estat de conservació
L'estat de conservació no és bo, perquè ha sofert restauracions abusives i/o poc acurades. La part millor conservada és la inferior dreta, on hi ha el patge. El Greco solia pintar una vista de Toledo com a fons de vàries de les seves obres, i també ho va fer en aquest cas, a l'angle superior esquerre. Aquesta vista de Toledo està enfosquida i malmesa, però afortunadament s'ha pogut millorar mercès a la darrera restauració.

## Còpies
- Existeix una còpia al Museu del Greco, a Toledo. Harold E. Wethey la considera obra de Jorge Manuel Theotocópuli, i de poca qualitat; Oli sobre Tela, 128 × 92 cm.
- Una mala còpia del original del Louvre està (o estava) a Beverly Hills; Oli sobre tela; 62 × 51 cm.[8] de dra